# Liste der Monuments historiques in Saint-Dizier-l’Évêque
Die Liste der Monuments historiques in Saint-Dizier-l’Évêque führt die Monuments historiques in der französischen Gemeinde Saint-Dizier-l’Évêque auf.

## Liste der Bauwerke
| Bezeichnung              | Beschreibung                  | Standort | Kennzeichnung | Schutzstatus | Datum | Bild           |
| ------------------------ | ----------------------------- | -------- | ------------- | ------------ | ----- | -------------- |
| Kirche St-Dizier         | Erbaut im 11./12. Jahrhundert | (Lage)   | PA00101157    | Inscrit      | 1926  | weitere Bilder |
| Waschhaus mit Viehtränke | Erbaut 1893                   | (Lage)   | PA90000009    | Inscrit      | 2006  | weitere Bilder |

## Liste der Objekte

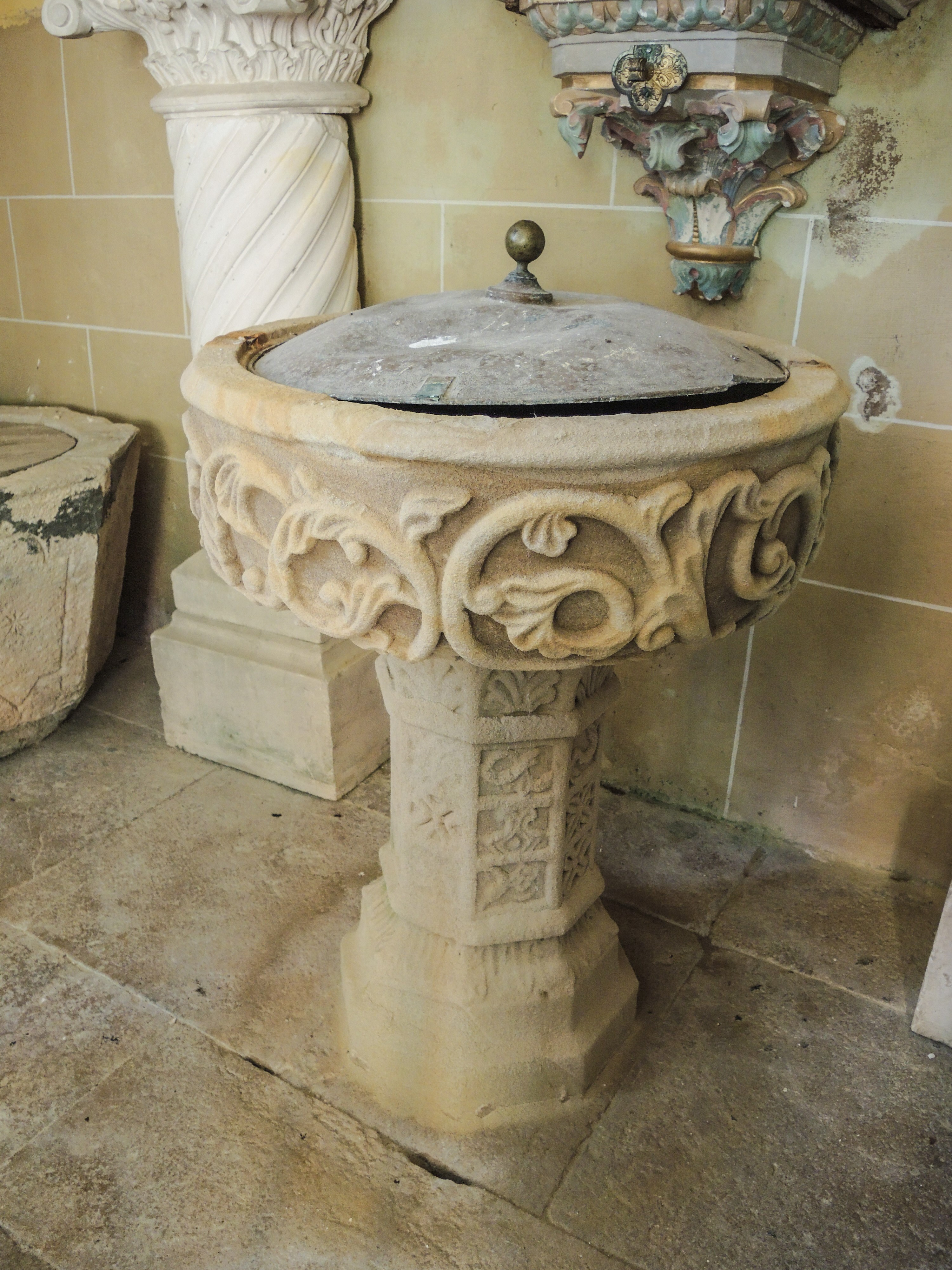
Taufbecken in Saint-Dizier-l’Évêque

- Monuments historiques (Objekte) in Saint-Dizier-l’Évêque in der Base Palissy des französischen Kultusministeriums

Siehe auch: Taufbecken (Saint-Dizier-l’Évêque)